# تلم سيني
التلم السيني (بالإنجليزية: Sigmoid sulcus)‏ هو تلم عميق منحنٍ على السطح الداخلي للقسم الخشائي من العظم الصدغي. وهو يؤوي جزءا من الجيب المستعرض. يمكن أن ترى فيه فتحة الثقبة الخشائية.